# Угандски шилинг
Угандски шилинг је званична валута у Уганди. Скраћеница тј. симбол за шилинг је USh а међународни код UGX. Шилинг издаје Банка Уганде. У 2006. години инфлација је износила 6%. Један шилинг састоји се од 100 цента.
Уведен је 1966. као замена за источноафрички шилинг.
Постоје новчанице у износима од 1000, 2000, 5000, 10.000, 20.000 од 50.000 шилинга и кованице од 10, 50, 100, 200 и 500 шилинга.